# Marianao (Cuba)
Marianao é um município de Cuba pertencente à província da Cidade de Havana. Na prática, é um bairro da cidade de Havana.